# Réseau routier de la Sarthe

Cet article présente le réseau routier de la Sarthe.
Au 31 décembre 2017, la longueur totale du réseau routier du département de la Sarthe est de 13 592 kilomètres, se répartissant en 242 kilomètres d'autoroutes, 0 kilomètre de routes nationales, 4 266 kilomètres de routes départementales et 9 084 kilomètres de voies communales.  

## Histoire

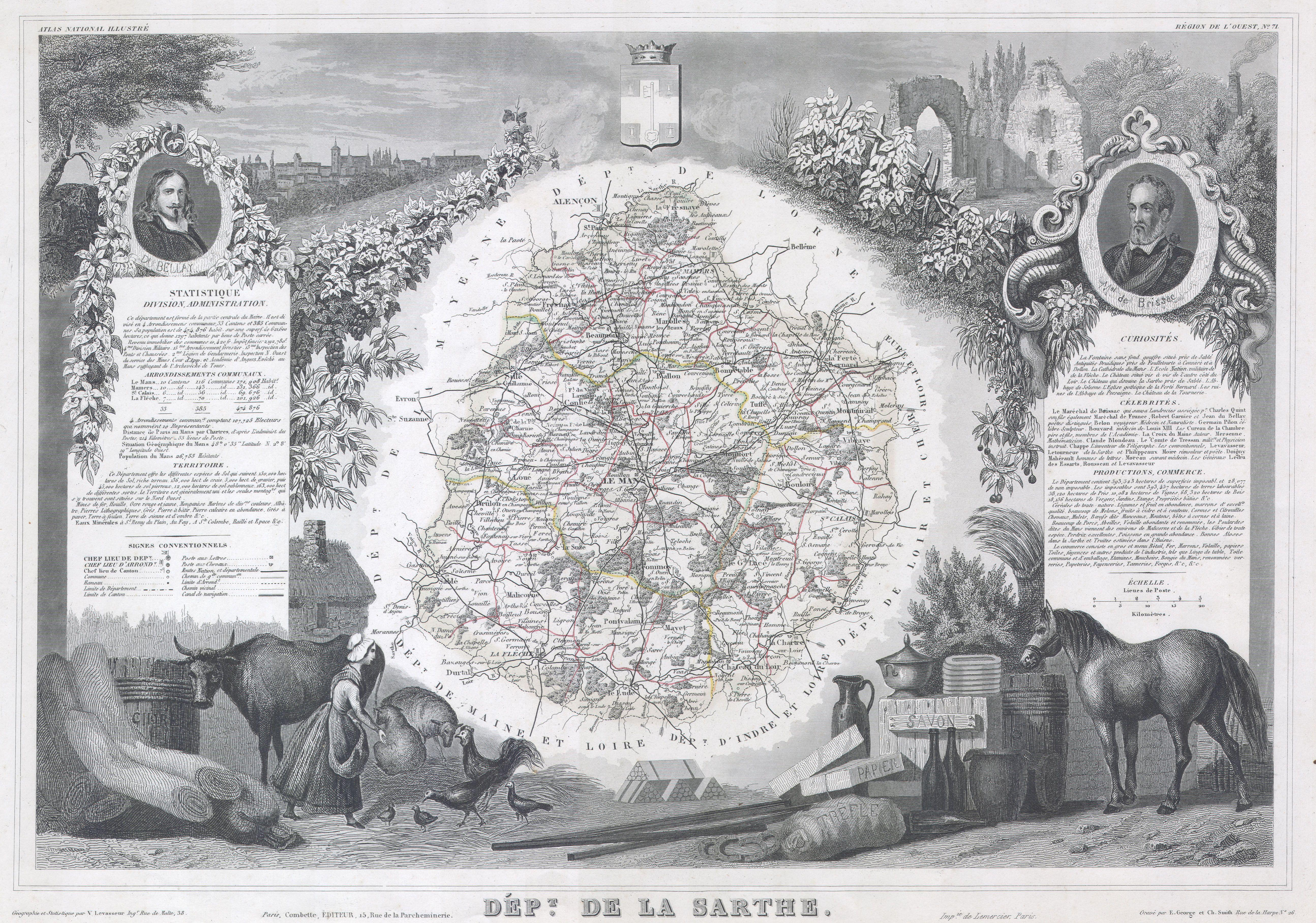
Carte Levasseur du département de la Sarthe (1847)

### XVIIIesiècle
De 1750 à 1784, l’ensemble du réseau routier est pour la première fois cartographié à grande échelle (au 86400e) et de manière complète par Cassini de Thury, à la demande de Louis XV. Ces cartes sont d’une grande richesse toponymique, mais d’une grande pauvreté quant à la figuration du relief et de l’altimétrie. De même les chemins secondaires sont rarement représentés, du fait d’une part de leur état médiocre, d’autre part de leur faible importance économique.

### XIXesiècle
L’Atlas national illustré réalisé par Victor Levasseur est un précieux témoignage du XIXe siècle, les cartes coloriées à la main sont entourées de gravures indiquant statistiques, notes historiques et illustrations caractéristiques des départements. Sur ces cartes sont représentées les routes, voies ferrées et voies d'eau. Par ailleurs, les départements sont divisés en arrondissements, cantons et communes.

### XXesiècle

#### Réforme de 1930
Devant l'état très dégradé du réseau routier au lendemain de la Première Guerre mondiale et l'explosion de l'industrie automobile, l'État, constatant l'incapacité des collectivités territoriales à remettre en état le réseau routier pour répondre aux attentes des usagers, décide d'en prendre en charge une partie. L'article 146 de la loi de finances du 16 avril 1930 prévoit ainsi le classement d'une longueur de l'ordre de 40 000 kilomètres de routes départementales dans le domaine public routier national.
En ce qui concerne le département de la Sarthe, ce classement devient effectif à la suite du décret du 10 octobre 1930.

#### Réforme de 1972
En 1972, un mouvement inverse est décidé par l'État. La loi de finances du 29 décembre 1971 prévoit le transfert dans la voirie départementale de près de 53 000 kilomètres de routes nationales. Le but poursuivi est :
- d'obtenir une meilleure responsabilité entre l'État et les collectivités locales en fonction de l'intérêt économique des différents réseaux,
- de permettre à l'État de concentrer ses efforts sur les principales liaisons d'intérêt national,
- d'accroître les responsabilités des assemblées départementales dans le sens de la décentralisation souhaitée par le gouvernement,
- d'assurer une meilleure gestion et une meilleure programmation de l'ensemble des voies.

Le transfert s'est opéré par vagues et par l'intermédiaire de plusieurs décrets publiés au Journal officiel. Après concertation, la très grande majorité des départements a accepté le transfert qui s'est opéré dès 1972. En ce qui concerne le département de la Sarthe, le transfert est acté avec un arrêté interministériel publié au journal officiel le 17 décembre 1972.

### XXIesiècle

#### Réforme de 2005
Une nouvelle vague de transferts de routes nationales vers les départements intervient avec la loi du 13 août 2004 relative aux libertés et responsabilités locales, un des actes législatifs entrant dans le cadre des actes II de la décentralisation où un grand nombre de compétences de l'État ont été transférées aux collectivités locales. Dans le domaine des transports, certaines parties des routes nationales sont transférées aux départements et, pour une infime partie, aux communes (les routes n'assurant des liaisons d'intérêt départemental). 
Le décret en Conseil d’État définissant le domaine routier national prévoit ainsi que l’État conserve la propriété de 8 000 kilomètres d’autoroutes concédées et de 11 800 kilomètres de routes nationales et autoroutes non concédées et qu'il cède aux départements un réseau de 18 000 kilomètres. 
Dans le département de la Sarthe, le transfert est décidé par arrêté préfectoral signé le 28 décembre 2005. 288 kilomètres de routes nationales sont déclassées. La longueur du réseau routier national dans le département passe ainsi de 288 kilomètres en 2004 à 0 en 2006 pendant que celle du réseau départemental s'accroît de 4 044 à 4 338 kilomètres.

#### Réforme de 2019
En 2019, la Sarthe veut augmenter la vitesse sur les routes qui concentrent 50% des tués de 80 km/h à 90 km/h.

## Caractéristiques

### Consistance du réseau
Le réseau routier comprend cinq catégories de voies : les autoroutes et routes nationales appartenant au domaine public routier national et gérées par l'État, les routes départementales appartenant au domaine public routier départemental et gérées par le Conseil général de la Sarthe et les voies communales et chemins ruraux appartenant respectivement aux domaines public et privé des communes et gérées par les municipalités. Le linéaire de routes par catégories peut évoluer avec la création de routes nouvelles ou par transferts de domanialité entre catégories par classement ou déclassement, lorsque les fonctionnalités de la route ne correspondent plus à celle attendues d'une route de la catégorie dans laquelle elle est classée. Ces transferts peuvent aussi résulter d'une démarche globale de transfert de compétences d'une collectivité vers une autre.
Au 31 décembre 2011, la longueur totale du réseau routier du département de la Sarthe est de 13 177 kilomètres, se répartissant en 242 kilomètres d'autoroutes, 0 kilomètres de routes nationales, 4 258 kilomètres de routes départementales et 8 677 kilomètres de voies communales. 
Il occupe ainsi le 24e rang au niveau national sur les 96 départements métropolitains quant à sa longueur et le 41e quant à sa densité avec 2,1 kilomètres par km2 de territoire.
Trois grandes réformes ont contribué à faire évoluer notablement cette répartition : 1930, 1972 et 2005.
L'évolution du réseau routier entre 2002 et 2017 est présentée dans le tableau ci-après.
|                        | 2002   | 2003   | 2004   | 2005   | 2006   | 2007   | 2008   | 2009   | 2010   | 2011   | 2012   | 2013   | 2014   | 2015   | 2016   | 2017   |
| ---------------------- | ------ | ------ | ------ | ------ | ------ | ------ | ------ | ------ | ------ | ------ | ------ | ------ | ------ | ------ | ------ | ------ |
| Autoroutes             | 214    | 214    | 214    | 241    | 241    | 241    | 241    | 241    | 241    | 242    | 242    | 242    | 242    | 242    | 242    | 242    |
| Routes nationales      | 287    | 287    | 288    | 0      | 0      | 0      | 0      | 0      | 0      | 0      | 0      | 0      | 0      | 0      | 0      | 0      |
| Routes départementales | 4 017  | 4 044  | 4 044  | 4 044  | 4 338  | 4 298  | 4 292  | 4 292  | 4 293  | 4 258  | 4 263  | 4 262  | 4 262  | 4 263  | 4 264  | 4 266  |
| Voies communales       | 7 621  | 7 733  | 7 737  | 7 869  | 8 044  | 8 199  | 8 199  | 8 409  | 8 677  | 8 677  | 8 859  | 8 904  | 8 904  | 8 942  | 9 063  | 9 084  |
| TOTAL                  | 12 139 | 12 278 | 12 283 | 12 154 | 12 623 | 12 738 | 12 732 | 12 942 | 13 211 | 13 177 | 13 364 | 13 408 | 13 408 | 13 447 | 13 569 | 13 592 |

### Autoroutes
Trois autoroutes traversent le département de la Sarthe :
- l'A11,
- l'A28,
- l'A81.

### Routes départementales

#### Anciennes routes nationales déclassées routes départementales en 2006
Le département de la Sarthe est partagé par des anciennes routes nationales :
- la RD 338 (ex-RN 138) (Rouen-Alençon-Le Mans-Tours)
- la RD 323 (ex-RN 23) (Paris-Chartres-Le Mans-Angers-Nantes)
- la RD 357 (ex-RN 157) (Orléans-Le Mans-Laval-Rennes).

#### Anciennes routes nationales déclassées routes départementales en 1972
D 300 (Le Mans ↔ Mamers ↔ Mortagne-au-Perche)
- D300 qui relie Le Mans via sa rocade nord et Mortagne-au-Perche desservant Ballon et Mamers.

D 301 (Le Mans ↔ Bonnétable ↔ Bellême)
- D301 qui relie la rocade nord du Mans et Bellême (61), dessert Bonnétable.

D 302 (Le Mans ↔ Connerré ↔ Vibraye ↔ Pithiviers)
- D302 qui relie Le Mans via Connerré et la N23 et Pithiviers via Vibraye et Melleray.

D 303 (Pont-de-Braye ↔ Mondoubleau ↔ Brou ↔ Chartres)
- D303 qui relie Pont-de-Braye (près de Sougé) et Saint-Calais en passant par Bessé-sur-Braye.

D 304 (Mayenne ↔ Sillé-le-Guillaume ↔ Le Mans ↔ La Chartre-sur-le-Loir)
- D304 qui relie Mayenne (53) indirectement, car cette route continue dans la Mayenne, Sillé-le-Guillaume et La Chartre-sur-le-Loir en desservant le chef-lieu du département Le Mans, et permet de désengorger la RD338 car elle dessert aussi Tours.

D 305 (Baugé ↔ Le Lude ↔ Château-du-Loir ↔ Vendôme)
- D305 qui relie indirectement Baugé en Maine-et-Loire et Vendôme dans le Loir-et-Cher et dessert Le Lude, Château-du-Loir, La Chartre-sur-le-Loir et Pont-de-Braye.

D 306 (Laval ↔ Sablé-sur-Sarthe ↔ La Flèche ↔ Tours)
- D306 qui relie indirectement Laval et Tours lors du passage de cet axe prioritaire a caractère national en desservant Sablé-sur-Sarthe, La Flèche et Le Lude.

D 307 (Le Mans ↔ Le Lude ↔ Noyant ↔ Saumur) 
- D307 qui relie Arnage et Le Lude, desservant Pontvallain, continue dans le sud-ouest du Lude vers Saumur.

D 308 (La Flèche ↔ Baugé ↔ Longué-Jumelles ↔ Saumur) 
- D308 qui relie La Flèche et desservant Baugé).

D 309 (Le Mans ↔ Sablé-sur-Sarthe ↔ Angers) 
- D309 qui relie la rocade sud-est du Mans et Sablé-sur-Sarthe, desservant Noyen-sur-Sarthe et Parcé-sur-Sarthe.

D 310 (Laval ↔ Sillé-le-Guillaume ↔ Mamers) 
- D310 qui relie Laval et Mamers via Sillé Le Guillaume et Fresnay Sur Sarthe.

D 311 (Alençon ↔ Mamers ↔ Orléans) 
- D311 qui relie Alençon à Mamers.

D 313
- Rocade Nord de Le Mans.

D 314
- Pénétrante Est et Rocade Intérieure Sud-Est de Le Mans.

#### Autres routes départementales
Le département de la Sarthe dispose aussi de routes départementales pour desservir ses grandes villes: 
- D1 qui relie Saint-Calais et La Ferté-Bernard en desservant Vibraye.
- D2 qui relie La Ferté-Bernard et Mamers en passant par Saint-Cosme-en-Vairais
- D3 qui relie Mamers et Le Mêle-sur-Sarthe en passant par Blèves.
- D4 qui relie Sablé-sur-Sarthe et Sillé-le-Guillaume en passant par Brûlon.
- D5 qui relie Sillé-le-Guillaume et Beaumont-sur-Sarthe passant par Segrie.
- D6 qui relie Beaumont-sur-Sarthe et Bonnétable passant par Ballon.
- D7 qui relie Bonnétable et Brou (28) en passant par La Ferté-Bernard
- D8 qui relie La Fontaine Saint-Martin et Parcé Sur Sarthe et desservant Malicorne-sur-Sarthe.
- D10 qui relie Château-Du-Loir et Château-La-Vallière desservant Nogent-sur-Loir, Le Gué-de-Mézières, Saint Aubin-le-Dépeint lors d'une première incursion en Indre-et-Loire (37), Les Bertinières, elle revient dans la Sarthe pour croiser la D30 et termine en Indre-et-Loire (37) en desservant Couesmes.
- D12 qui relie La Suze-sur-Sarthe et La Flèche en desservant Mézeray.
- D13 qui relie Saint-Calais et Clermons-Créans au Nord de la Flèche desservant Le Grand-Lucé, Mayet, Pontvallain, Mansigné, Luché-Pringé et Mareil Sur Le Loir.
- D15 qui relie Fresnay-sur-Sarthe et Villaines-la-Juhel dans la Mayenne. Elle dessert Sougé-le-Ganelon et Saint-Paul-le-Gaultier dans sa portion Sarthoise.
- D16 qui relie Alençon via Le Chevain et Blèves, elle dessert La Fresnaye-sur-Chédouet.
- D19 qui relie Alençon via Saint Paterne et Conneré desservant Courgains, Marolles-Les-Braults, Bonnétable et Tuffé. Elle à un tronçon commun avec la D7 entre Bonnétable et La Mare Pineau et la D33 entre Tuffé et Conneré.
- D20 qui relie Ballon et Le-Breil-Sur-Mérize desservant Savigné-L'Evêque et Monfort-le-Gesnois.
- D21 qui relie Sablé D4 jusqu'à Brûlon et Alençon desservant Loué, Conlie, Fresnay Sur Sarthe.
- D22 qui relie Saint Georges Du Bois sur la D309 et Sablé Sur Sarthe desservant Souligné-Flacé, Vallon Sur Gée, Chantenay-Villedieu, Asnières-sur-Vègre, Juigné-Sur-Sarthe et Solesmes.
- D23 qui relie la rocade sud-est du Mans et Durtal, desservant La Suze-sur-Sarthe et Malicorne-sur-Sarthe en continuant en Maine-et-Loire pour rejoindre Durtal (49).
- D24 qui relie Sablé-sur-Sarthe et Durtal via Chênevert et l'intersection avec la D23. Elle dessert Précigné.
- D26 qui relie Beaumont-sur-Sarthe et Mamers via Courgains et la D300. Elle dessert Vivoin, Doucelles, René et Thoigné.
- D27 qui relie Beaumont-sur-Sarthe via la D26 à Vivoin et Saint-Cosme-en-Vairais via Maison Neuve et la D2. Elle dessert Marolles-les-Braults.
- D28 qui relie Le Mans via N157 au lieu-dit Les Maisons Rouges et Laval via la D9 et la D901. Elle dessert en Sarthe Bernay-en-Champagne, Saint-Symphorien et Neuvillette-en-Charnie.
- D29 qui relie Tuffé et Montmirail desservant Vouvray-sur-Huisne, Le Luart, Bouër et Saint-Maixent.
- D30 qui relie Le Mans via Ecommoy et la N138 et Château-la-Vallière via la D10. Elle dessert Mayet et Vaas.
- D31 qui relie Joué-en-Charnie et Mansigné. elle dessert Loué et La Suze-sur-Sarthe et Cérans-Foulletourte.
- D32 quire relie Le Grand-Lucé via la D304 et La Fontaine-Saint-Martin. Elle dessert Saint-Mars-d'Outillé et Ecommoy,
- D33 qui relie Tuffé et Le Grand-Lucé desservant Connerré.
- D34 qui relie Thorigné-sur-Dué et Lavenay desservant Bouloire, Tresson, Vancé et La Chapelle-Gaugain.
- D64 qui relie Saint-Calais via Évaillé et la D13 et Château-du-Loir. Elle dessert Sainte-Osmane, Saint-Georges-de-la-Couée, Courdemanche, Saint-Pierre-du-Lorouër et Flée.
- D64 qui relie Courdemanche à Château-du-Loir desservant Brives, Chahaignes, Le Port-Gauthier et Vouvray-sur-Loir et Coëmont.
- D65 qui relie Bouloire et Le Grand-Lucé via La Croix-de-Pois. Elle dessert Saint-Mars-de-Locquenay.
- D66 qui relie Le Grand-Lucé via la D13 et son intersection la D66 dans le Bois du Chatellier et Bessé-sur-Braye en desservant Montreuil-le-Henri et Vancé.
- D90 qui relie Parigné-l'Évêque à Bouloire vie Saint-Mars-de-Locquenay et la D65 ainsi que Saint-Calais via Écorpainet la N157. elle dessert Challes, Volnay, Saint-Mars-de-Locquenay, Maisoncelles et Écorpain.
- D208 qui relie Saint-Mars-de-Locquenay et Tresson.